# Kagerou
Kagerou (jap. 蜉蝣 „jętka”) – japoński zespół rockowy. Założony został we wrześniu 1999 roku przez wokalistę Daisuke i basistę MASAYĘ. Niedługo potem dołączył gitarzysta Yuana. Początkowo należeli do wytwórni Loop Ash, jednak w 2000 roku przenieśli się do Lizard. Po osiągnięciu wysokiej popularności wśród japońskich fanów visual kei w 2005 roku wystąpili po raz pierwszy za granicą, dając koncerty w Niemczech i Francji.
16 września 2006 roku podczas koncertu w Liquid Room Ebisu ogłosili, że zamierzają zakończyć działalność. Ich ostatni występ odbył się 7 stycznia 2007 roku w Zepp Tokyo.

## Styl
Kagerou zalicza się do zespołów visual kei, których styl charakteryzuje się mrocznym i androgynicznym wyglądem. Chociaż kagerou używali mniej make-upu i nosili proste stroje sceniczne w porównaniu do większości grup visual kei, wciąż byli kojarzeni ze sceną visual kei.

## Członkowie
- Daisuke (jap. 大佑)(ur. 30 lipca 1978 w Tokio, zm. 15 lipca 2010 w Tokio) – wokal. Napisał wszystkie teksty dla kagerou. Należał wcześniej do takich zespołów jak Le’Cheri czy Fatima, gdzie był perkusistą, a następnie do The Studs. Potrafił również grać na fortepianie. Po zawieszeniu działalności the studs rozpoczął karierę solową – Daisuke to kuro no Injatachi. Wydał jeden singiel Honrou. Jego śmierć postawiła pod znakiem zapytania wydanie kolejnego singla Iya.
- Yuana (jap. ユアナ)(ur. 21 marca 1978) – gitara. Skomponował większość piosenek dla zespołu. Jego poprzednie zespoły to między innymi Sweet Hallucination oraz Alicia, gdzie był znany jako Ewana. W chwili obecnej jest gitarzystą w grupie boogieman.
- kazu (ur. 18 listopada 1976) – gitara basowa. Wcześniej grał w Research pod pseudonimem Kazunori oraz w zespole Aioria jako Kazutake. Po rozpadzie kagerou dołączył do Daisuke w projekcie Daisuke to kuro no Injatachi.
- Shizumi (jap. 静海)(ur. 12 lipca 1978) – perkusja. Pierwotnie grał w Mitre Cure i Melusine. Po rozpadzie kagerou opuścił scenę muzyczną.

### Byli członkowie
- MASAYA – gitara basowa. Opuścił zespół w 2000 i dołączył do grupy Kar’Maria. Potem wycofał się z branży muzycznej.
- Kuya (jap. 喰耶) – gitara basowa. Dołączył do kagerou w styczniu 2001 i odszedł w sierpniu, by przyłączyć się do Guiche.

## Dyskografia

### Dema
- Biological Slicer (2000)
- Biyou seikei ishi no shumi (美容整形医師の趣味) (21 kwietnia 2000)

### Albumy
- Kagerou (蜉蝣) (30 lipca 2003)
- Rakushu (落首) (18 sierpnia 2004)
- Guroushoku (愚弄色) (27 lipca 2005)
- Kurohata (黒旗) (19 lipca 2006)
- Shinjuuka (心中歌) (27 grudnia 2006)

### Single
- Biological Slicer (4 kwietnia 2000)
- Hakkyou sakadachi Onanist (発狂逆立ちオナニスト) (27 czerwca 2001)
- Jikasei Full Course (自家製フルコース) (18 lipca 2001)
- Iro megane to Scandal (色メガネとスキャンダル) (9 stycznia 2002)
- Kagerou jiten „otona no shouten”  (蜉蝣事典 ＜大人の書店＞) (4 maja 2002)
- Mizubitashi no kazoe uta (水浸りの数え唄) (10 lipca 2002)
- Hiaburi no kazoe uta (火炙りの数え唄) (10 lipca 2002)
- Sakebi (叫び) (28 lutego 2003, rozdawane podczas trasy „Katana Kari Tour”)
- Kakokei shinjitsu (過去形真実) (7 maja 2003)
- XII dizzy (28 stycznia 2004)
- Sakurakurakura (サクラクラクラ) (10 lutego 2004; rozdawane podczas trasy „Kaijou Gentei Tour”)
- Kurokami no AITSU (黒髪のアイツ) (8 grudnia 2004)
- Shiroi karasu (白い鴉) (8 grudnia 2004)
- Zetsubou ni SAYONARA (絶望にサヨナラ) (23 marca 2005)
- Kusatta umi de oborekakateiru boku wo sukutte kureta Kimi (腐った海で溺れかけている僕を救ってくれた君) (30 listopada 2005; trzy wersje: A, B, C)
- Tonarimachi no kanojo (となり町の彼女) (6 czerwca 2006)

### DVD
- Kagerou no video clip (kolekcja teledysków) (蜉蝣のビデオクリップ) (9 września 2002)
- Zekkyou psychopath (koncert) (絶叫サイコパス) (28 stycznia 2004)
- Rakushu Enjou Saishuu Kouen (koncert) (落首炎上最終公演) (29 czerwca 2005)
- Kagerou saishuu kouen (koncert, wersja limitowana: kolekcja teledysków) (蜉蝣最終公演) (28 marca 2007)